# Palais de la jeunesse et des sports (Pristina)
Le Palais de la jeunesse et des sports (en albanais: Pallati i Rinisë dhe i Sporteve ; en serbe cyrillique : Палата омладине и спорта ; en serbe latin : Palata omladine i sporta) est un complexe multifonctionnel à Pristina, la capitale du Kosovo. Il est également connu sous le nom de Boro Ramiz et a été construit entre 1977 et 1981.
Sur trois côtés du palais, des escaliers extérieurs mènent à une terrasse sur laquelle se trouve l'entrée principale. Le toit à caissons est soutenu par deux sur huit piliers en béton symétriques.
Devant le complexe se trouve Newborn, un des monuments les plus connus de la ville.

## Historique
Fin des années 1970, la gouvernement yougoslave décide la construction d'un grand complexe au centre de Pristina, après avoir organisé un référendum en 1975, sollicitant les habitants de la ville pour savoir s'ils souhaitaient ou non la construction. Le budget du complexe était d'environ 520 millions de dinars, dont 60% devaient être fournis par les habitants eux-mêmes. Les habitants ont voté en faveur du projet. 
En signe de fraternité et d'unité socialistes, il doit son nom à Boro Vukmirovic et Ramiz Sadiku, un partisan serbe et un partisan albanais, qui ont combattu et sont morts ensemble contre les fascistes pendant la Seconde Guerre mondiale,. Le palais est devenu l'un des centres les plus développés pour le sport au Kosovo. Sur une superficie de 14 hectares, le complexe comprenait un centre mémorial pour la jeunesse, une salle universelle d'une capacité de 7 000 places, une piscine olympique, plusieurs petites piscines, et des terrains pour d'autres sports tel que football, volley-ball, basket-ball, tennis, hockey et handball.
Quelques mois après la fin de la guerre d'indépendance du Kosovo en 2000, une partie du bâtiment a été victime d'un incendie. Il n’a toujours pas été entièrement rénové et la partie détruite sert aujourd’hui de parking,.
Depuis la fin de la guerre, une grande photo d'Adem Jashari, le fondateur de l'Armée de libération du Kosovo, tué par les forces pro-serbes en 1998 avec toute sa famille, est accrochée à l'entrée du bâtiment et est considérée comme un héros de guerre au Kosovo.
En 2014, des rénovations d'un montant total de 115 000 euros ont été réalisées. D'autres rénovations à hauteur de 200 000 euros ont été réalisées en 2023 dans le gymnase, afin de ramener les sols, paniers et chaises aux normes de la FIBA en préparation aux Jeux méditerranéens de 2030.

## Utilisation actuelle
Aujourd'hui, le rez-de-chaussée du bâtiment abrite plusieurs cafés, bars et restaurants ainsi qu'un petit centre commercial. De plus, il y a une salle de sport, une discothèque, un théâtre et les locaux de l'école américaine du Kosovo. Une trentaine de clubs sportifs différents s'entraînent au Palais de la Jeunesse, de la Culture et des Sports.
Le club de basketball KB Pristina et le club de handball KH Pristina ont leur base dans le Palais de la jeunesse, de la culture et des sports.

## Galerie
|                                                   |
| Le complexe en 2008 avec la photo d'Adem Jashari. |

|                             |
| Vue de la terrasse en 2014. |

|                        |
| Vue d'en face en 2010. |

|                                       |
| Le monument Newborn devant le palais. |

|                                                                   |
| Le complexe vu d'en haut, avec à droite le Stade de Fadil Vokrri. |

## Sources
- Warrander, Gail, et Knaus, Verena (2010), "Kosovo", Bradt, 2. Édition , page 130